# Hydrellia feijeni
Hydrellia feijeni är en tvåvingeart som beskrevs av Deeming 2002. Hydrellia feijeni ingår i släktet Hydrellia och familjen vattenflugor.
Artens utbredningsområde är Tanzania. Inga underarter finns listade i Catalogue of Life.